# Dawid Dawydzik
Dawid Dawydzik (ur. 7 grudnia 1994 w Legnicy) – polski piłkarz ręczny, obrotowy, od 2019 zawodnik Azotów-Puławy.

## Kariera sportowa
Początkowo zawodnik klubów drugoligowych: Dziewiątki Legnica i w latach 2014–2016 Żagwi Dzierżoniów.
W sezonie 2016/2017 występował w Śląsku Wrocław, w którego barwach rozegrał w I lidze 24 mecze i zdobył 106 goli. W 2017 przeszedł do Zagłębia Lubin. W Superlidze zadebiutował 12 września 2017 w spotkaniu z Vive Kielce (24:32), a dwie pierwsze bramki w najwyższej klasie rozgrywkowej rzucił 14 października 2017 w meczu z Wisłą Płock (21:36). W sezonie 2017/2018 rozegrał 23 spotkania i zdobył 37 goli. W sezonie 2018/2019 wystąpił w 36 meczach i rzucił 80 bramek.
W lipcu 2019 przeszedł do Azotów-Puławy, z którymi podpisał trzyletni kontrakt.
W marcu 2018 został po raz pierwszy powołany przez trenera Piotra Przybeckiego do reprezentacji Polski na konsultację szkoleniową w Płocku. W kwietniu 2018 zadebiutował w kadrze B, występując w turnieju towarzyskim na Węgrzech, w którym zdobył dwie bramki. Latem 2018 uczestniczył w akademickich mistrzostwach świata w Chorwacji. W reprezentacji Polski zadebiutował 12 czerwca 2019 w meczu z Kosowem (23:23), w którym zdobył jednego gola.

## Statystyki
| Dziewiątka Legnica              | 2013/2014 | II liga   | 25 | 57  | 2,3 |
|                                 |           |           |    |     |     |
| Żagiew Dzierżoniów              | 2014/2015 | II liga   | 22 | 84  | 3,8 |
| Żagiew Dzierżoniów              | 2015/2016 | II liga   | 21 | 82  | 3,9 |
|                                 |           |           |    |     |     |
| Śląsk Wrocław                   | 2016/2017 | I liga    | 24 | 106 | 4,4 |
|                                 |           |           |    |     |     |
| Zagłębie Lubin                  | 2017/2018 | Superliga | 23 | 37  | 1,6 |
| Zagłębie Lubin                  | 2018/2019 | Superliga | 36 | 80  | 2,2 |
| Stan na koniec sezonu 2018/2019 |           |           |    |     |     |